# Max Hollmann
Max Hollmann (29 gennaio 2002) è un fondista canadese.

## Biografia
Max Hollmann, attivo dal dicembre del 2021, ha esordito in Coppa del Mondo il 19 gennaio 2024 a Oberhof in una sprint (69º) e ai Campionati mondiali a Trondheim 2025, dove si è classificato 43º nella 10 km, 49º nella 50 km, 63º nello skiathlon e 5º nella staffetta; non ha preso parte a rassegne olimpiche.

## Palmarès

### Coppa del Mondo
- Miglior piazzamento in classifica generale: 155º nel 2025